# Pierre Princeteau
Pour les articles homonymes, voir Princeteau.
Pierre Princeteau, né Martial Joseph Paul Pierre Princeteau à Bordeaux le 20 avril 1874 et mort dans un accident aérien le 18 juin 1911 à Issy-les-Moulineaux, lors de la première étape Paris-Liège de la course aérienne baptisée "Circuit Européen" est un officier, lieutenant aviateur, et pionnier de l'aviation français.
Ses obsèques ont réuni plusieurs figures de l'aviation française,.
Une rue porte son nom à Lille, une autre à Lacanau.